# Pierre Van Vliet
Pour les articles homonymes, voir Van Vliet.
Pierre Van Vliet est un journaliste sportif belge, né le 28 mai 1955 à Bruxelles. Ancien pilote et manager d'écuries, il est consultant en sport automobile spécialisé en marketing et communication. 

## Biographie
Pierre Van Vliet a travaillé pour TF1 pendant quinze ans comme présentateur de l'émission Auto Moto et en tant que commentateur de plus de 250 Grands Prix de F1 aux côtés notamment d'Alain Prost et de Jacques Laffite. Écarté de l'antenne pour avoir critiqué la stratégie de la Scuderia Ferrari au Grand Prix d'Autriche 2002, il rejoint la direction générale du Royal Automobile Club of Belgium sous la présidence de John J. Goossens avec lequel il œuvre au retour du Grand Prix automobile de Belgique au calendrier mondial de Formule 1 et à la rénovation du circuit de Spa-Francorchamps.
Après le décès de John Goossens, fin 2003, il quitte le RACB et travaille de 2004 à 2010 comme consultant pour GM Europe sur l'engagement sportif de Chevrolet en World Touring Car Championship. Parallèlement, il guide la carrière de l'espoir belge Jérôme d'Ambrosio en GP2 Series et intègre la structure Gravity Sport Management en 2008 et 2009 avant d'accompagner son protégé en Formule 1 chez Renault F1 Team (2010), Marussia F1 Team (2011) et Lotus F1 Team (2012). Il collabora ponctuellement avec Kronos Racing, notamment lors du rallye Monte-Carlo 2010 et des 24 Heures du Mans 2011.
De 2006 à 2016, Pierre Van Vliet apparaît sur Be TV où il présente l'émission Voitures de légendes et assure les commentaires des courses d'IZOD IndyCar Series, ce qu'il continue à faire sur VOO Sport depuis 2019. Il est également consultant des épreuves de MotoGP pour Club RTL du groupe RTL-TVI aux côtés de Didier de Radiguès entre 2004 et 2011 ainsi que du nouveau championnat FIA de Formule E depuis 2014 diffusé sur la même chaîne. En juin 2006, il commente les 24 Heures du Mans en compagnie de Jacky Ickx sur Canal+. Il anime ensuite la chaîne Le Mans TV pour le compte de l'Automobile Club de l'Ouest lors des 24 Heures du Mans 2013, 2014 et 2015. 
Durant la même période, il participe régulièrement à l'émission Les Spécialistes F1 sur Canal+ et présente ses propres programmes de Web TV ainsi que des podcasts personnalisés en évoquant notamment les carrières d'Ayrton Senna et de Michael Schumacher.
Associé à la maison d'édition belge Ventures, Pierre Van Vliet est rédacteur en chef de F1i Magazine, revue spécialisée sur la Formule 1 et relayée sur internet. En juin 2018, le site étant racheté par Reworld media, il rejoint le groupe et dirige la rédaction qui fournit le contenu éditorial au site internet.  
À Monaco, il a été administrateur de la société de production SAMIPA et fut chargé entre autres de la couverture télévisée du championnat World Series by Renault. Il a été contributeur du film biographique Senna produit en 2011 par Working Title Films.
Il a longtemps collaboré à L'Année Automobile, ouvrage de référence à publication annuelle, et a rédigé plusieurs biographies dont celles de Thierry Boutsen (Ligne de conduite), de Jacques Laffite (Et courir de plaisir), de Louis Chevrolet (Never Give Up) et de Jacky Ickx . Il est coauteur d'un ouvrage collectif, intitulé Les Beaux Jours de Francorchamps, publié à l'occasion du centenaire du circuit de Spa en 2021 aux éditions Sergio Leone. En 2023, il publie son autobiographie Ma vie sur les circuits, chez City Editions. 
Pierre Van Vliet préside le "Club des V", une association de passionnés du sport automobile, et est administrateur de la Fondation Jean Graton.

## Publications

### Dossiers Michel Vaillant
- 11. Louis Chevrolet - Never give up, Graton éditeur, Bruxelles, septembre 2009
Scénario : Philippe Graton, Pierre Van Vliet - Dessin : Jean Graton, Christian Papazoglakis, Robert Paquet, Nedzad Kamenica - Couleurs : Tanja Cinna -  (ISBN 978-2-87098-118-4),Réédition en 2011[3] (ISBN 978-2-8001-5021-5).